# Uropterygius fuscoguttatus
Uropterygius fuscoguttatus е вид змиорка от семейство муренови (Muraenidae). Видът не е застрашен от изчезване.

## Разпространение и местообитание
Разпространен е в Австралия, Американска Самоа, Индонезия, Малдиви, Малки далечни острови на САЩ (Атол Джонстън), Маршалови острови, Микронезия, Нова Каледония, Остров Рождество, Палау, Питкерн, Самоа, САЩ (Хавайски острови), Тонга, Филипини и Френска Полинезия.
Обитава океани, морета, лагуни и рифове. Среща се на дълбочина от 2 до 21 m, при температура на водата от 25,7 до 29,3 °C и соленост 34,1 – 35,3 ‰.

## Описание
На дължина достигат до 30 cm.